# BAe Jetstream 41
BAe Jetstream 41 – British Aerospace Jetstream 41 je dvoumotorový turbovrtulový úzkotrupý regionální dopravní letoun. Byl produkován britskou firmou British Aerospace mezi roky 1992 až 1997 a jde o prodlouženou verzi letadla BAe Jetstream 31. Bylo postaveno celkem 100 kusů tohoto typu. První let proběhl 25. září 1991, zavedení do provozu se konalo 25. listopadu 1992 u britských Manx Airlines.

## Specifikace
- Posádka: 3 (2 piloti, 1 stevard)

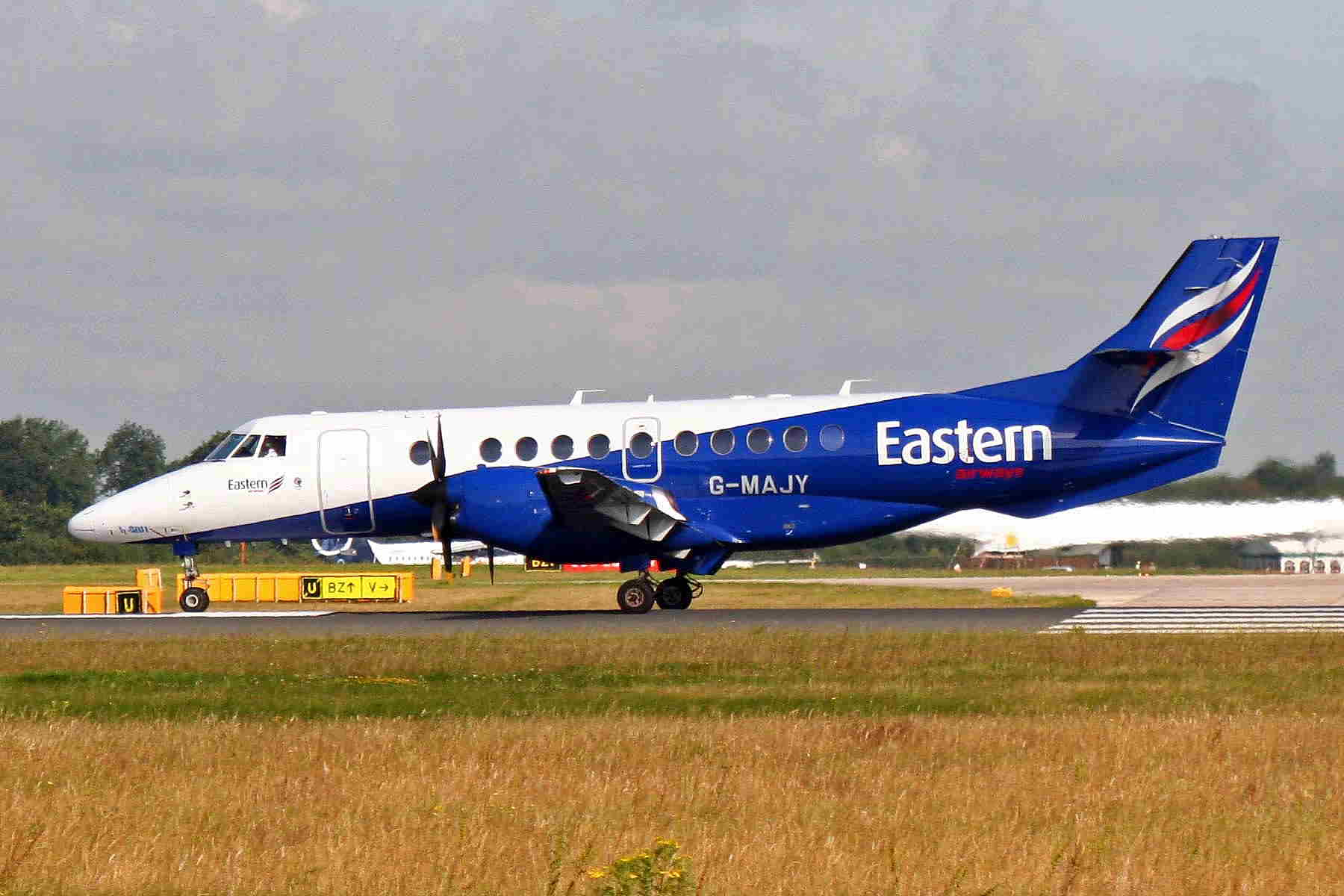
BAe Jetstream 41 společnosti Eastern Airways v roce 2014

- Kapacita: 29 nebo 30 pasažérů (sezení 2-ulička-1)
- Délka: 19,25 m
- Rozpětí: 18,42 m
- Výška: 5,74 m
- Maximální vzletová hmotnost: 10 886 kg
- Maximální rychlost: 546 km/h
- Cestovní rychlost: 482 km/h
- Dolet: 1 433 km
- Maximální letová výška: 7 925 m

#### Podobné letouny
- Embraer 120 Brasilia
- Dornier 328
- Saab 340